# Баснаж, Жак
Жак Баснаж де Боваль (фр. Jacques Basnage de Beauval; 8 августа 1653, Руан — 22 декабря 1723, Гаага) — французский протестантский богослов и историк.

## Биография
Родился в Нормандии, был старшим сыном известного адвоката Анри Банажа (1615—1695). Изучал древнегреческий и латинский языки в Сомюре, затем богословие в Женевской академии и в академии Седана. Был пастором реформатской церкви в своём родном городе (Руане) с 1676 по 1685 год, после чего вследствие отмены Нантского эдикта был вынужден эмигрировать в протестантские Нидерланды. Баснаж поселился в Роттердаме и до 1691 года был священнослужителем-пенсионарием, затем стал пастором Валлонской церкви. В 1709 году верховный пенсионарий Хейнсиус (1641—1720) выбрал его как одного из пасторов Валлонской церкви для руководства гражданскими вопросами церкви в Гааге. В этом качестве он участвовал в секретных переговорах с маршалом д’Юкселлем, полномочным представителем Франции на Утрехтском конгрессе, добившись весьма успешных результатов, вследствие чего ему была поручена затем работа во множестве важных комиссий, с которой он также успешно справился.
В 1716 году Дюбуа, который находился тогда в Гааге по просьбе регента Филиппа Орлеанского, в целях ведения переговоров о Тройном Союзе между Францией, Великобританией и Голландией, обратился к Баснажу за советом. Последний, несмотря на то, что он получил разрешения возвратиться во Францию во время краткого визита туда годом ранее, приложил все усилия к последовавшим переговорам. Французское правительство также обратилось к нему за помощью ввиду разгоравшихся волнений в Севеннах. Баснаж приветствовал возрождение Протестантской церкви усилиями Антуана Кура, но уверил регента, что причин для беспокойства ввиду отсутствия вероятности активного сопротивления со стороны восставших нет, и, будучи верным принципам Кальвина, осудил восстание камизаров в своей работе «Пасторальные инструкции протестантам Франции о должном повиновении правителю» (Париж, 1720), которая была напечатана по приказу двора и широко распространилась на юге Франции. 30 ноября 1697 года стал членом Королевского общества. Скончался 22 сентября 1723 года.
Баснаж оставил множество трудов, как догматических и полемических в области протестантского богословия, так и исторических. К числу наиболее известных из них относятся «История религии протестантских конфессий» (Роттердам, 1690), «История церкви Иисуса Христа до настоящего времени» (Там же, 1699), написанные с протестантских позиций, и «История евреев» (Роттердам, 1706; в 1708 году переведена на английский язык), а также «Иудейские древности, или критические заметки о республике евреев» (1713). Его перу принадлежит также короткое пояснительное введение и примечания к коллекции гравюр на меди, имевшей тогда высокую ценность и вышедшей под заглавием «История Ветхого и Нового Заветов, представленная гравюрами на меди, выполненными де Хогом» (Амстердам, 1704).